# Nairiya
Nairiya est une localité de la province orientale d’ach-Charqiya d’Arabie saoudite, sur le grand axe routier Dammam (Arabie saoudite) - Amman (Jordanie).